# Кольлаг
Кольский исправительно-трудовой лагерь (Кольский ИТЛ и особое строительство 33, также известен как Кольлаг) — подразделение системы исправительно-трудовых учреждений СССР в городе Мурманске. Первый лагерь заключённых в Мурманской области, положивший начало истории Управления федеральной службы исполнения наказаний по Мурманской области.
Наибольшая численность заключённых — 7679 человек.
Начальник — В. В. Гаврилов.

## История
Во исполнение постановления СНК СССР от 20 июля 1939 года 3 октября 1939 года был издан приказ НКВД СССР «Об организации Управления Кольского ИТЛ и строительства № 33
НКВД». Первоначально в подчинении ГУЛАГ, с 4 января переподчинён ГУЖДС НКВД. 15 июня 1940 года реорганизован в Единое управление Кольского ИТЛ и колоний УНКВД по Мурманской области.
Лагерь выполнял особое железнодорожное строительство «в районе Кольского полуострова, Зелёного мыса и губы Ваенги». С 1 января 1940 года занимался строительством объектов № 41 и 65 в Мурманской области.
8 февраля 1941 года был издан приказ НКВД СССР «О ликвидации Кольлага НКВД».
Передан в ведение Строительства 106 и ИТЛ на правах строительного отделения. ОПТК было передано УНКВД по Мурманской области.

## Численность заключённых
| Дата       | численность |
| ---------- | ----------- |
| 01.01.1940 | 4712        |
| 01.07.1940 | 7679        |
| 01.01.1941 | 5429        |
| 01.02.1941 | 5014        |